# Polisportiva Messina 1957-1958
Il Polisportiva Messina 1957-1958 ha disputato il suo secondo campionato di Serie A (dopo il ripescaggio e il cambio di denominazione) ed è retrocessa in Serie B.

## Verdetti stagionali
- Serie A: (18 partite)

stagione regolare: 10º su 10 squadre (3-15).

## Roster
| Maurolico Messina | Maurolico Messina |
| Giocatori         | Staff tecnico     |
| ----------------- | ----------------- |

| N. | Naz.              | Ruolo | Nome                 | Anno | Alt. | Peso |  |
| -- | ----------------- | ----- | -------------------- | ---- | ---- | ---- |  |
|    | Italia (bandiera) |       | Azalea Cobelli       |      |      |      |  |
|    | Italia (bandiera) |       | Curasi               |      |      |      |  |
|    | Italia (bandiera) |       | Maria Rosa Gasperini |      |      |      |  |
|    | Italia (bandiera) |       | Geracitano           |      |      |      |  |
|    | Italia (bandiera) |       | Gurrieri             |      |      |      |  |
|    | Italia (bandiera) |       | La Spada             |      |      |      |  |
|    | Italia (bandiera) |       | Leva                 |      |      |      |  |
|    | Italia (bandiera) |       | Giovanna Puglisi     |      |      |      |  |
|    | Italia (bandiera) |       | Rigano               |      |      |      |  |
|    | Italia (bandiera) |       | Graziella Silipigni  |      |      |      |  |
|    | Italia (bandiera) |       | Amalia Venuti        |      |      |      |  |

| Allenatore                                                     |
| Giuseppe Dispinzeri                                            |
| Assistente/i                                                   |
| - Nessuno Legenda - (C) Capitano - (IN) Inattivo - Infortunato |

## Statistiche
| Nome                 | Gare | Punti |
| -------------------- | ---- | ----- |
| Cobelli Azalea       | 17   | 184   |
| Curasi               | 17   | 4     |
| Gasperini Maria Rosa | 14   | 56    |
| Geracitano           | 15   | 11    |
| Gurrieri             | 2    | 1     |
| La Spada             | 17   | 40    |
| Leva                 | 16   | 8     |
| Puglisi Giovanna     | 15   | 54    |
| Rigano               | 5    | 21    |
| Silipigni Graziella  | 16   | 186   |
| Venuti Amalia        | 16   | 56    |